# Eva von Sivers
Signe Eva von Sivers, född 24 januari 1927 i Göteborg, död 6 oktober 2011, var en svensk läkare.
Eva von Sivers, som var dotter till kapten Sven Bjuggren och Signe Bruno, avlade studentexamen i Borås 1946, blev medicine kandidat vid Karolinska Institutet 1950, medicine licentiat där 1956 och medicine doktor där 1983 på avhandlingen En efterundersökning av 111 patienter vårdade för schizofreni första gången under åren 1961–1965. Hon var underläkare vid medicinska avdelningen på Borås lasarett 1956, vid medicinska avdelningen på Norrköpings lasarett 1956, tillförordnad förste underläkare på Beckomberga sjukhus 1957–1959, förste underläkare där 1959–1961, underläkare vid psykiatriska kliniken på S:t Görans sjukhus 1961–1966, tillförordnad biträdande överläkare där 1966–1968, blev studentpsykiater i Stockholm 1968, överläkare på psykiatriska kliniken på Varbergs lasarett 1973 och vid psykiatriska kliniken på Halmstads lasarett sedan 1975.